# Lumban Jabi-Jabi
Lumban Jabi-Jabi is een bestuurslaag in het regentschap Tapanuli Selatan van de provincie Noord-Sumatra, Indonesië. Lumban Jabi-Jabi telt 595 inwoners (volkstelling 2010).